# محوطه ده قاضی ۴
محوطه ده قاضی ۴ مربوط به هزاره سوم قبل از میلاد است و در شهرستان ایرانشهر، بخش بمپور، ۶/۷ کیلومتری غرب شهر بمپور واقع شده و این اثر در تاریخ ۳۰ بهمن ۱۳۸۶ با شمارهٔ ثبت ۲۱۱۷۰ به‌عنوان یکی از آثار ملی ایران به ثبت رسیده است.